# Eri Suzuki
Pour les articles homonymes, voir Suzuki (homonymie).
Eri Suzuki (鈴木絵理, Suzuki Eri, née le 22 juin 1992 dans la préfecture de Kanagawa, au Japon) est une comédienne de doublage japonaise (seiyū).

## Filmographie

### Série anime
2013 :
- Oreshura, étudiante B - épisode 5
- Kiniro Mosaic, étudiante C - épisode 10
- Nagi-Asu: A Lull in the Sea, Kazuyo Kamoto

2014 :
- Le Fruit de la Grisaia, Nyanmel
- Seirei Tsukai no Blade Dance, Rakka
- Selector Infected WIXOSS, étudiante ; fille - épisodes 1 et 8, respectivement
- Nisekoi, étudiante ; vendeuse
- Nanana's Buried Treasure, Yū Ibara[2]
- Invaders of the Rokujyōma!?, Sanae Higashihongan - rôle majeur[3].

2015 :
- The Idolmaster Cinderella Girls, Yūko Hori
- Saenai Heroine no Sodatekata, Tokino Himekawa
- Maria, sorcière de gré, pucelle de force !, Chantal
- Seiken Tsukai no World Break, Dekosuke
- Heavy Object, Milinda Brantini[4]

### Original video animation
- Ōkī Ichinensei to Chīsana Ninensei (2014), fille du voisinage

### Radio
- A&G Girls Project Trefle （Chou!A&G+）

## Ludographie
- 2015 : Monster Strike : Napoleon
- 2015 : Dengeki Bunko: Fighting Climax Ignition : Milinda Brantini
- 2015 : Fire Emblem Fates : Soleil
- 2016 : Akiba's Beat : Onikari Akari
- 2017 : Fire Emblem Echoes: Shadows of Valentia : Delthea, Emma
- 2017 : Fire Emblem Heroes : Soleil, Delthea, Leanne
- 2017 : Azur Lane : USS Bailey[5]
- 2017 : Magia Record: Puella Magi Madoka Magica Side Story : Kako Natsume
- 2018 : Onsen Musume: Yunohana Collection : Tsubaki Ito[6]